# Anta de Cortiçô
A Anta de Cortiçô, também referida como Orca de Cortiçô ou Dólmen da Casa da Orca, é um monumento megalítico situado 40° 40′ 15″ N, 7° 30′ 19″ O na freguesia de Cortiçô, no Município de Fornos de Algodres, no Distrito da Guarda.
Estima-se que a sua construção remonte a 2900 - 2640 a.C..
A câmara, de planta poligonal, tem dimensões aproximadas de 2.5 metros de diâmetro por três metros de altura e é composta por 8 esteios inclinados para o interior, dois dos quais se encontram tombados. A entrada principal, voltada para este, é precedida por um corredor curto e apresenta ainda parte da mamoa.
Foi estudada por José Leite de Vasconcelos em 1896 e o espólio então descoberto foi enviado para o Museu Etnográfico Português.
Foi declarada Imóvel de Interesse Público em 1992.